# Паспорт громадянина Китайської Народної Республіки

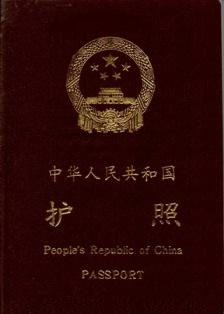
Версія «Form 97» Китайського паспорта.

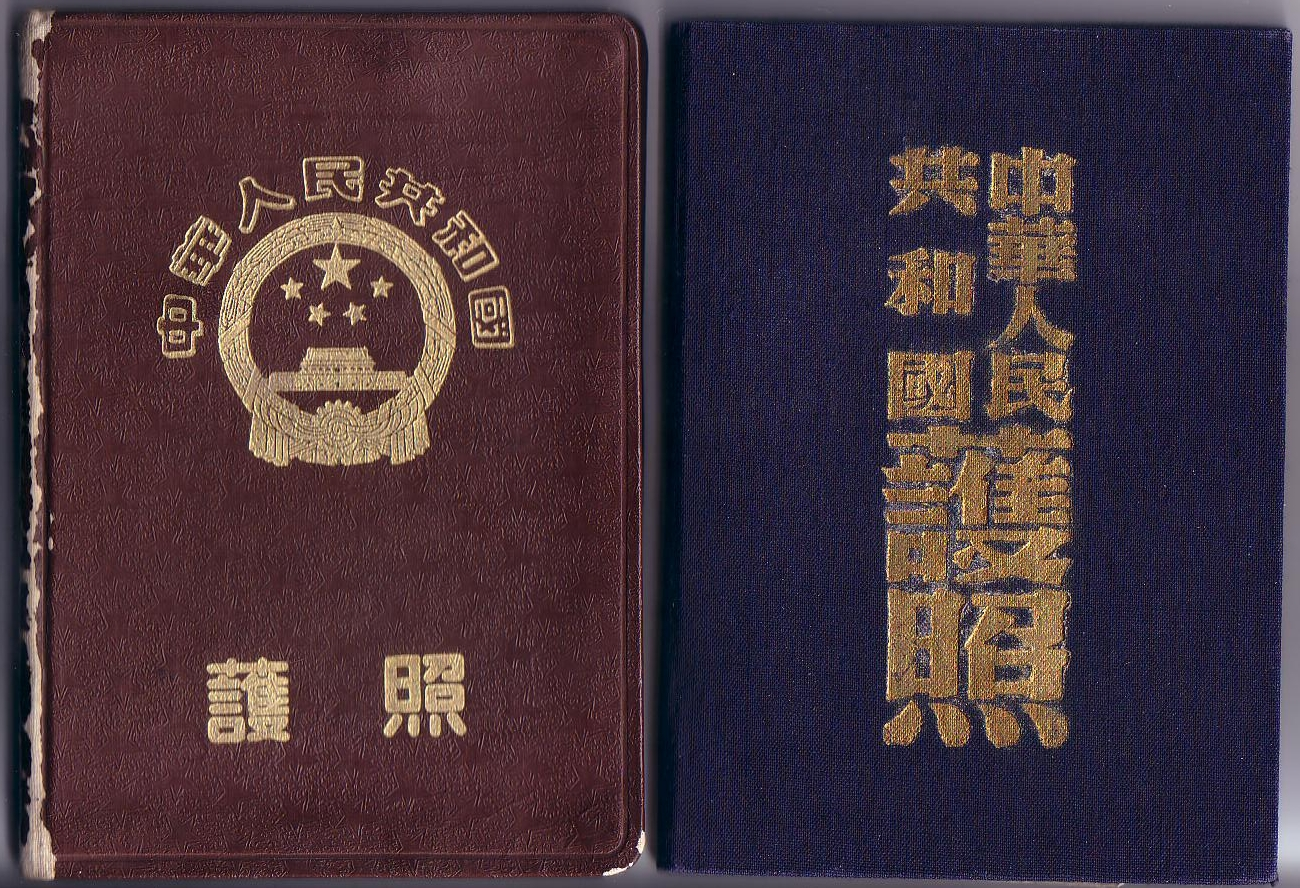
Перші два варіанти паспорта КНР з 1949.

Паспорт громадянина Китайської Народної Республіки (кит. спр. 中华人民共和国护照) офіційний документ, що видається громадянам КНР, зареєстрованих як мешканці материкового Китаю, для посвідчення їх особи та для поїздок за кордон.
Особисті дані знаходяться під лицьовою обкладинкою - кольорова світлина, видрукувана за таємною цифровою технологією. Конкретно наявні:

## Типи
В КНР видається кілька типів паспортів :
- звичайний («особистий звичайний») паспорт;
- офіційний паспорт;
- дипломатичний паспорт;
- паспорт Спеціального Адміністративного Регіону, тобто паспорт Макао і паспорт Гонконгу.

Нові версії звичайного китайського паспорта, т. зв. «Form 97-2», замінюють свої попередні версії «Form 92» і «Form 97-1», з 2007 року.
Звичайний паспорт - Усередині
Паспорт «Form 97-2» звичайний китайський паспорт (машинно-зчитуваний паспорт, або т. зв. Machine readable passport (MRP)).
Мови
- Тип паспорта (P)
- Код країни (CHN)
- Номер паспорта (Gxxxxxxxx)
- Ім'я (Прізвище та ім'я)
- Стать (M) або (F)
- Номер ідентифікаційної картки (18-цифровий код), що складається з шестизначного коду адміністративного поділу, восьмизначної дати народження, тризначного порядкового номера та контрольної цифри
- Дата народження (ДД.МММ.РРРР)
- Дата видачі (ДД.МММ.РРРР)
- Місце народження (Провінція, або країна, якщо народжений в дорозі)
- Місце видачі (Провінція, або місце дипломатичної / консульської приписки, якщо виданий за кордоном)
- Дата спливання (ДД.МММ.РРРР)
- Підпис

Усі відомості містяться китайською та англійською мовами.
Примітки в паспорті
Китайською:
中华人民共和国外交部请各国军政机关对持照人予以通行的便利和必要的协助.
Англійською:
The Ministry of Foreign Affairs of the People’s Republic of China requests all civil and military authorities of foreign countries to allow the bearer of this passport to pass freely and afford assistance in case of need.
Переклад українською:
Міністерство закордонних справ Китайської Народної Республіки просить всі військові та адміністративні установи іноземних держав забезпечити свободу пересування та сприяння власнику паспорта в разі потреби.

## Країни, доступні для в'їзду без візи зі звичайними паспортами КНР
Власники звичайного китайського паспорта можуть в'їхати без візи в набагато менше число країн, ніж власники паспорта Гонконгу або паспорта Макао.

Країни, доступні для в'їзду без візи зі звичайними паспортами КНР

## Поїздки всередині КНР
Власники звичайного китайського паспорта можуть вільно пересуватися по всій території материкового Китаю. Для в'їзду в спеціальні адміністративні райони Гонконг і Макао їм необхідний спеціальний дозвіл китайської влади.